# 印出順彦
印出 順彦（いんで のりひこ、1968年10月16日 - ）は、茨城県出身の元社会人野球選手、野球指導者、野球解説者。元東芝野球部監督。

## 来歴
土浦日大高では3年次に主将として第68回全国高等学校野球選手権大会に出場。
高校卒業後、二浪を経て1989年に慶應義塾大学に入学し野球部に所属。同期の赤池行平（長野高）、古葉隆明（広島城北高、古葉竹識の子）とともに"二浪トリオ" として活躍し、3年次の1991年、小桧山雅仁や若松幸司ら1学年上の投手陣を擁してリーグ戦春秋連覇。4年次の1992年、主将として、2年・井深有投手（韮山高、日本石油）を主戦に赤池、古葉のほか1年・髙木大成らの投打を擁して秋季リーグ優勝を果たす。続く明治神宮大会決勝戦の東海大戦では、延長の決勝本塁打を含む2本塁打で7-6で下し優勝に貢献した。
大学時代はリーグ戦ベストナインに遊撃手として3回（3年春、4年春・秋）選出された。また4年次には第21回日米大学野球選手権大会のメンバーに選出されている。
上位指名であればプロ入りとも言われたが大学卒業後の1993年に東芝に入社し野球部に入部。1999年には主将として都市対抗野球で優勝。同年限りで現役引退。その後は社業に専念していた。
2006年にコーチとして現場復帰し、2007年に東芝の監督に就任。就任1年目の2007年と2010年にチームを都市対抗野球大会優勝に導いた。
2013年11月末をもって監督を退任。その後は社業の傍ら、NHKの高校野球中継の解説者としても活動している。
2022年は東京六大学野球の早慶戦の中継の解説も担当した。